# Äkta vara
Äkta vara är en bok, webbplats och en förening i Sverige som vill verka för matvaror som har ett traditionellt innehåll av naturliga råvaror och är fria från tillsatser. 
I oktober 2007 gav journalisten Mats-Eric Nilsson ut boken Den hemlige kocken (Ordfront), som innehöll hård kritik mot dagens livsmedelsutbud. Boken ledde till en diskussion i medier och bland allmänheten om livsmedelstillsatser och matkvalitet. Ett år senare, i november 2008, kom uppföljaren ”Äkta vara” (Ordfront) där författaren granskade 150 livsmedel i sitt sökande efter vad han beskriver som äkta vara, det vill säga produkter som har ett traditionellt innehåll av naturliga råvaror och är fria från tillsatser.
Samtidigt med utgivningen av boken startades konsumentsajten Äkta vara. Den drivs av den ideella föreningen Äkta vara Sverige. Ordförande för föreningen är Christian Callert.